# カステッラネータ
カステッラネータ（イタリア語: Castellaneta）は、イタリア共和国プッリャ州ターラント県にある、人口約1万7000人の基礎自治体（コムーネ）。

## 地理

### 位置・広がり

#### 隣接コムーネ
隣接するコムーネは以下の通り。BAはバーリ県所属。
- ジョーイア・デル・コッレ (BA) - 北
- モットラ - 東
- パラジャネッロ - 東
- パラジャーノ - 南東
- ジノーザ - 南西
- ラテルツァ - 西

## 人物

### 著名な出身者
- ルドルフ・ヴァレンティノ - サイレント映画時代のハリウッドで活躍した映画俳優。